# Chris Cole
Pour les articles homonymes, voir Cole.
Chris Cole (né le 10 mars 1982 à Statesville, en Caroline du Nord), est un skateur professionnel.

## Biographie
Chris Cole de son vrai nom James Christopher Cole est également un des personnages des jeux EA Skate 1, 2 et 3 sur PS3 et Xbox 360, ainsi que Tony Hawk's Pro Skater HD et Tony Hawk's Pro Skater 5 de Activition. 
Ses sponsors actuels sont  Fallen Footwear, Bones, Thunder, Spitfire et Reign skateshop.
Chris Cole a gagné de nombreuses compétitions comme les X Games. Dernièrement, il a fini deuxième au Dewtour et il a accompli l'exploit de remporter un deuxième titre de SOTY (skateur of the years) en 2009 (son premier titre étant en 2005). Avant lui, Seul Danny Way avait accompli cet exploit.
Chris Cole a commencé le skateboard il y a une vingtaine d'années.
Il a également remporté le Battle at the Berrics 2.
Le 30 juin 2013, il remporte enfin son premier Street League, qui se déroulait à Munich en Allemagne, après avoir échoué sur la deuxième marche du podium à cinq reprises (il était souvent devancé par le prodige Nyjah Huston).
Il devance Paul Rodriguez, Luan de Olivera et Sean Malto. 
Il remporte cette compétition pour la première fois en effectuant à la perfection son fameux 360 flip to 50-50 sur le gros ledge de Munich, il inscrit là de nouveau son nom dans la liste du "9club" puisqu'il hérite d'un 9.0 de la part des juges.
Le 25 août 2013, Chris Cole remporte son deuxième Street League (Super Crown) au New Jersey, devançant Nyjah Houston et Luan Oliveira.
Chris Cole est actuellement l'invité privilégié de la SLS (Street League) en tant que commentateur. 
Depuis 2019 et son retour chez Fallen, son Pro model Trooper est de retour avec de multiples coloris.[pas clair]